# Dúo La Yunta
Dúo La Yunta es un dúo tucumano de folclore argentino conformado por Julián Humaran y Gustavo Páez.

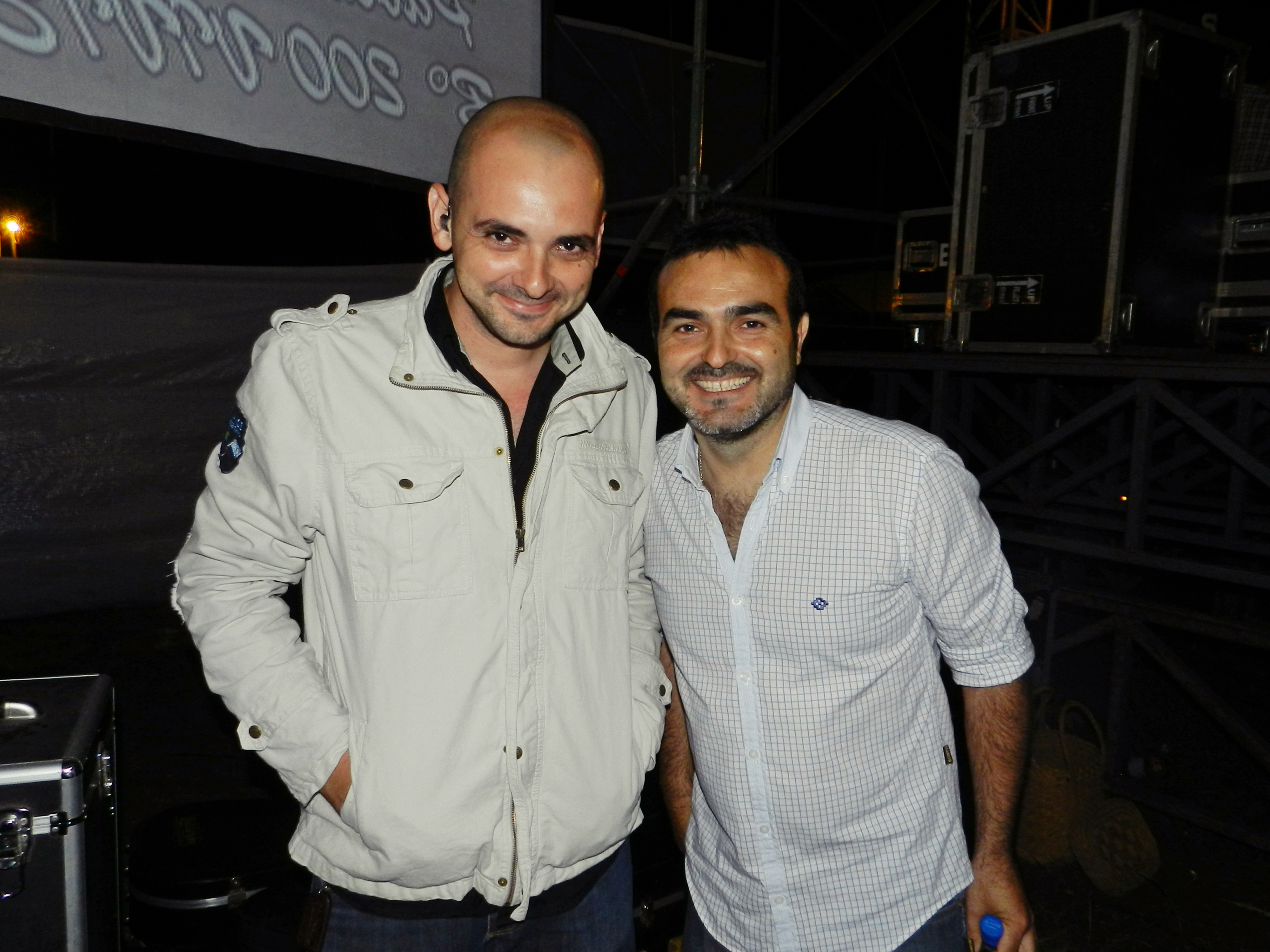
Julián Humarán - Gustavo Páez

En un principio como solistas y a dúo más tarde dan origen en agosto del 2000, al dúo La Yunta. 
En 2003 editan su primer disco "Después De Tanto Tiempo" con canciones de autores, en su mayoría, de Tucumán.
En 2007 editan su segundo material "Tucumán Adentro" en el Centro Cultural Virla.
En este segundo disco, se enfatiza el concepto que el Dúo busca transmitir a su público: La profundidad, la belleza, y la alegría del Canto Tucumano, expresado a través de compositores de diferentes épocas, que han dejado en música y poesía, el reflejo de la historia de un pueblo muy rico en tradiciones, en el marco de un paisaje único. 
En este disco conviven los clásicos de las primeras páginas de nuestro folclore como: "Nostalgias Tucumanas" de Atahualpa Yupanqui, "Al Jardín de la República" de Virgilio Carmona, la extraordinaria vidala "Lejos" de Rolando "Chivo" Valladares, "El Cumpita" cueca de los de los Hnos. Núñez y los nuevos temas del cancionero tucumano "El Inspirao" de Néstor Soria y Rubén Cruz; "Regreso del viejo amor" de Pablo Mema y Rubén Cruz, "La Dulce Pena" y "Tucumán Adentro" chacarera que le da nombre al disco, de Yuca Córdoba, "Anda y decile a tu mama" de Rubén Cruz y José A. Moreno, "Yo sé que te han contado" D.R. Vals.
La novedad de este trabajo es que cuenta con temas propios como "El Picaflor" (gato) de Rubén Cruz y Gustavo Paez, "De Mi Río" (chacarera) de Rubén Cruz y La Yunta y "El Corajudo" un hermoso escondido de Néstor Soria y Julián Humaran.
El disco fue grabado y mezclado en “Estudio el Barco”, Salta; masterizado en Córdoba, editado por Latitud Sur y distribuido por DBN Discos.

## Premios
- Consagración en la 31.ª edición del Festival del Encuentro, en la ciudad de Baradero.
- ´Queso de Oro´ - Festival Nacional del Queso, Tafí del Valle - Tucumán (2007)

## Sus músicos
- Marcelo Paez - Percusión.
- Martin Jiménez - Bajo

## Discografía
- Después De Tanto Tiempo (2003)
- Tucumán Adentro (2007)
- Volverte a Ver (2009)
- En el jardín de la ilusión (2013)
- La Yunta Vivo (2016)
- HERENCIA (2019)
- HERENCIA EN VIVO (2021)